# Štěpánka Chlumská
Štěpánka Chlumská, roz. Příbrská (* 27. září 1970 Praha) je historička umění, hlavní kurátorka dlouhodobé instalace středověkého umění Národní galerie v Klášteře sv. Anežky.

## Život
Absolvovala gymnázium Na Pražačce (1985–1989) a od roku 1987 byla externí spolupracovnicí lektorského oddělení Národní galerie v Praze. V letech 1989–1996 studovala dějiny umění na Filozofické fakultě Univerzity Karlovy (prof. J. Homolka, J. Kropáček, J. Royt, L. Konečný, M. Horyna). Jeden semestr (1994/1995) strávila na katedře dějin umění Humboldtovy univerzity v Berlíně. Absolvovala diplomovou prací Renesanční a raně barokní groteskové a figurální záklopové stropy v Praze.
Od roku 1997 je kurátorkou fondu deskového malířství a sochařství z oblasti českých zemí Sbírky starého umění v Národní galerii v Klášteře sv. Anežky. Specializuje se na umění pozdní gotiky a rané renesance, zejména na deskové malířství a problematiku historických technologií. Je garantkou odborné části projektu revitalizace zahrad Anežského kláštera, spoluautorkou a kurátorkou prohlídkového okruhu architekturou kláštera, lapidária a sochařských zahrad kláštera (Revitalizace kláštera sv. Anežky České. Historický skvost uprostřed metropole, 2015–2016)
Od roku 2011 zpracovává jako téma doktorské dizertace dílo Mistra litoměřického oltáře. V letech 2012–2015 se podílela na grantovém projektu Umělecká výměna v regionu Krušnohoří mezi gotikou a renesancí – program aplikovaného výzkumu a vývoje národní a kulturní identity (NAKI), 2013-2017 garantkou grantu Historické technologie a moderní metody průzkumu. Interpretační možnosti specializovaných metod průzkumu děl starého umění s využitím inovativních technologií – program aplikovaného výzkumu a vývoje národní a kulturní identity (NAKI)

## Dílo

### Publikace
- Čechy a střední Evropa 1200-1550, 166 s., Národní galerie v Praze 2006, ISBN 80-7035-327-9
- Čechy a střední Evropa, 1200-1550: dlouhodobá expozice Sbírky Starého Umění Národní Galerie v Praze v Klášteře Sv. Anežky České, 158 s., Národní galerie v Praze 2014, ISBN 9788070355695 (s J. Fajtem)
- Klášter sv. Anežky České (Průvodce areálem), 231 s., Národní galerie v Praze 2016, ISBN 978-80-7035-625-8 (s H. Dáňovou)

### Editorka
- Obrazy z legendy o sv. Kateřině Alexandrijské, Mistr litoměřického oltáře a jeho dílna, Národní galerie v Praze 1999
- Průvodce výstavy Národní galerie v Praze, Klášter sv. Anežky České, Praha 2013, Katalogová hesla a úvodní statě, s. 14, 64–65, 72–73, 84–85, 96–97
- Štěpánka Chlumská, Radka Šefců, Václava Antušková (eds.), V hloubce a po povrchu / In Depth and on the Surface, Národní galerie Praha 2022, ISBN 978-80-7035-810-8

### Články a statě
- Štěpánka Chlumská, Radka Šefců: Technika cínovaného reliéfu na deskových malbách rakovnického, rokycanského a litoměřického oltáře, Technologia artis 6, 2008, s. 66-82
- Štěpánka Chlumská, Lenka Helfertová: Oltář Čtrnácti sv. pomocníků z Kadaně / Der Altar der Vierzehn hl. Nothelfer aus Kaaden (Průzkum a restaurování malířské výzdoby archy a jejich přínos pro možnosti autorského určení a stanovení míry dochování originálu), in: Josef Opitz a umění na Chomutovsku a Kadaňsku 1350-1590 / Josef Opitz und die Kunst im Komotauer und Kaadner Land 1350-1590,  Oblastní muzeum v Chomutově 2015, s. 246-283
- Štěpánka Chlumská, Dorothea Pechová, Radka Šefců, Anna Třeštíková: Příklady použití fluoritu v malbě a sochařství pozdní gotiky a rané renesance v rámci památkového fondu Čech a Moravy, in: Acta Artis Academica 2010. Příběh umění – proměny výtvarného díla v čase. The Story of Art – Artwork Changes in Time. Sborník mezioborové konference ALMA / Proceedings of the 3rd Interdisciplinary Conference of ALMA. Praha 2010, s. 165–188
- Štěpánka Chlumská, 2 katalogová hesla in: Till-Holger Borchert (ed.), Van Eyck bis Dürer. Altniederländische Meister und die Malerei in Mitteleuropa 1430-1530, (kat. výstavy). Groeningemuseum, Brugge 29.10. 2010–30.1. 2011, Stuttgart 2010. s. 471, 472–473
- Štěpánka Chlumská, 10 katalogových hesel in: Dana Stehlíková (ed.), Sv. Anežka Česká – princezna a řeholnice, (kat. výstavy), Národní galerie v Praze, Klášter sv. Anežky České; listopad 2011 – březen 2012, Praha 2012
- Štěpánka Chlumská, Radka Šefců, Anna Třeštíková: Výsledky průzkumu polychromie Madony rouchovanské a možnosti jeho interpretace, in: Helena Dáňová, Klára Mezihoráková, Dalibor Prix (eds.), Artem ad vitam. Kniha k poctě Ivo Hlobila, Praha 2012, s. 129–143
- Štěpánka Chlumská, Radka Šefců, Anna Třeštíková, Marek Kotrlý, Ivana Turková: Das Marienkrönungsretabel der Pürglitzer Burgkapelle. Bericht über die Untersuchungsergebnisse, in: Jiří Fajt  – Markus Hörsch – Vladislav Razím, Křivoklát-Pürglitz. Jagd-Wald-Herrscherrepräsentation, Studia Jagellonica Lipsiensia, Bd. 17, pp. 87-112
- Štěpánka Chlumská: Sv. Anna Samotřetí z Ústí nad Labem, in:  Ľubomír Turčan (ed.), Gotika na Ústecku (kat. výstavy). Severočeská galerie výtvarného umění v Litoměřicích únor 2013-duben 2013. Litoměřice/Ústí nad Labem: Severočeská galerie výtvarného umění: Univerzita Jana Evangelisty Purkyně, 2013, s. 74-76
- Štěpánka Chlumská, Olga Kotková, Anna Třeštíková, Radka Šefců: St Anne with the Virgin Mary and the Christ Child. A Work Newly Ascribed to the Master of the Litoměřice Altarpiece and his Workshop in Collections of the National Gallery in Prague/Svatá Anna Samotřetí. Nově atribuované dílo Mistru Litoměřického oltáře ze sbírek Národní galerie v Praze, Bulletin of the National Gallery in Prague, XXIV/ 2014, s. 154-166
- Tomáš Trojek, Radka Šefců, Štěpánka Chlumská, Anna Třeštíková, Lenka Dragounová: Investigation of the panel painting of St Anne with the Virgin Mary and the Child Jesus using analytical and imaging methods, Applied Radiation and Isotopes, 95, 2014, pp. 8 –12
- Radka Šefců, Alena Otmarová, Štěpánka Chlumská: An Investigation of the Lead-Tin Yellows Type I and II and their Use in Bohemian Panel Paintings from the Gothic Period, Heritage Science, 2014, pp. 3-16

### Kurátorka
- 1999/2000 Obrazy z legendy o sv. Kateřině Alexandrijské. Mistr Litoměřického oltáře a jeho dílna. Národní galerie v Praze, Klášter sv. Jiří
- 2000 Umění středověku v Čechách a střední Evropa 1200-1550, dlouhodobá expozice Sbírky starého umění Národní galerie v Praze, Klášter sv. Anežky České (spoluautorka a hlavní kurátorka)
- 2008/2009 Sv. Václav - ochránce České země, Národní galerie v Praze, Klášter sv. Anežky České
- 2011/2012 Sv. Anežka Česká – princezna a řeholnice, Národní galerie v Praze, Klášter sv. Anežky České
- 2013/2014 CM 863: Svatí Cyril a Metoděj: Dějiny, tradice, úcta, Praha
- 2013/2014 Dílo sezóny. Krása fragmentu. Dva nově restaurované deskové obrazy v expozici středověkého umění. Národní galerie v Praze, Klášter sv. Anežky České
- 2014/2015 Dílo sezóny. Hostující mistři, Národní galerie v Praze, Klášter sv. Anežky České
- 2015/2016 Bez hranic - Umění v Krušnohoří mezi gotikou a renesancí, Praha
- 2016 Velkorysost: Umění obdarovat, Praha
- 2017 Očím skryté, Praha
- 2019 Dílo sezóny: Pieta z Bílska, Národní galerie v Praze, Klášter sv. Anežky České
- 2019/2020 Krásné madony, Praha
- 2022/2023 V hloubce a po povrchu, Národní galerie v Praze, Klášter sv. Anežky České